# Federalny Urząd Ochrony Konstytucji

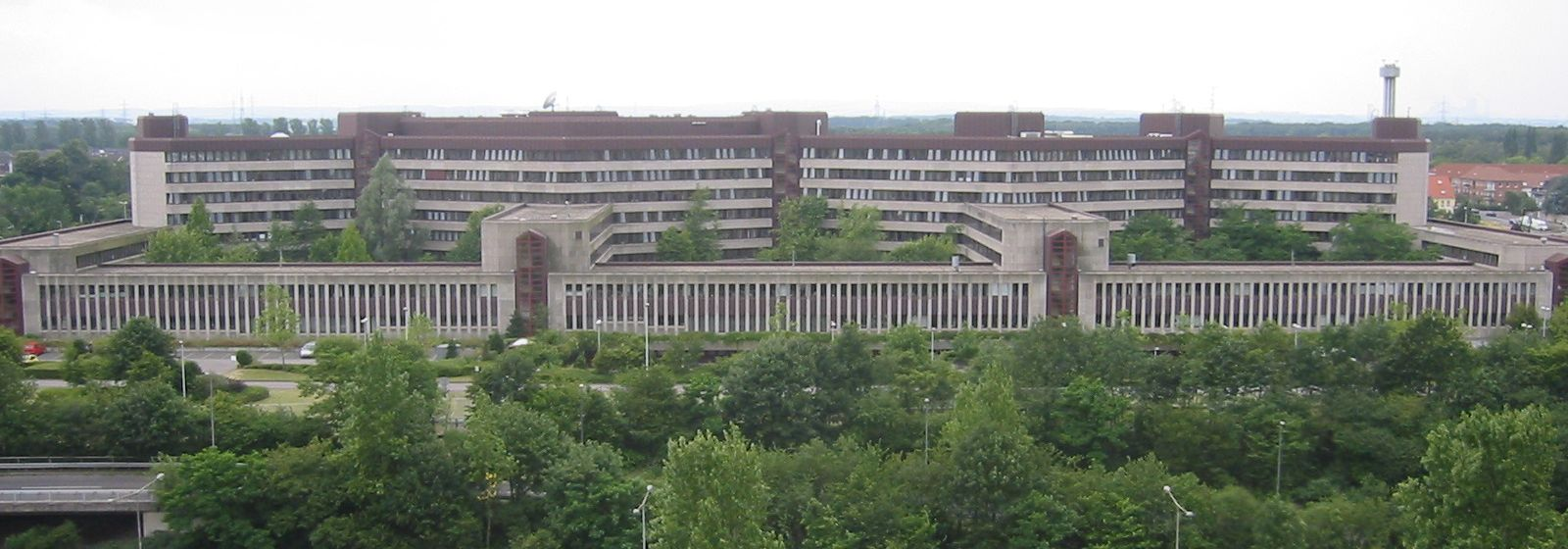
Siedziba BfV w Kolonii

Federalny Urząd Ochrony Konstytucji (niem. Bundesamt für Verfassungsschutz, BfV) – niemiecka służba kontrwywiadu cywilnego, utworzona i działająca od 1950 roku jeszcze w Niemieckiej Republice Federalnej, po upadku Muru Berlińskiego i zjednoczeniu państw niemieckich zajmuje się kontrwywiadem i ochroną tajemnicy państwowej w całych Niemczech.

## Geneza i historia
Alianci zachodni (Stany Zjednoczone, Wielka Brytania, Francja) z jednej strony chcieli uniknąć odtworzenia policji politycznej w Niemczech Zachodnich, a z drugiej strony zdawali sobie sprawę z potrzeby powstania niemieckiej służby specjalnej, która przeciwdziałałaby działalności wywiadów państw komunistycznych. W związku z tym w 1949 r. państwa zachodnie wyraziły zgodę na powołanie Federalnego Urzędu Ochrony Konstytucji, który miał za zadanie zbieranie i przetwarzanie informacji. BfV została powołana do życia 7 listopada 1950 r., na podstawie ustawy przyjętej 27 września 1950 r.
Cechą charakterystyczną niemieckich służb specjalnych, które powstały w tamtym okresie, było poważne ograniczenie ich kompetencji w porównaniu do możliwości, którymi cieszyły się odpowiedniki tych służb z okresu rządów nazistowskich. Pod względem kompetencyjnym BfV i pozostałe służby specjalne RFN mają znacznie więcej wspólnego ze służbami specjalnymi funkcjonującymi w Republice Weimarskiej niż ze służbami nazistowskimi. Takie podejście było spowodowane obawą, że szeroki zakres kompetencji służb wywiadowczych mógłby stanowić zagrożenie dla demokratycznych i liberalnych wartości, które stanowiły fundament ustroju nowo powstałej Niemieckiej Republiki Federalnej.
Pierwszym prezydentem BfV był dr Otto John, który w 1944 r. brał udział w zamachu na Hitlera. Znany z wrogiego stosunku wobec ideologii zarówno skrajnie lewicowej, jak i prawicowej. Po wojnie współpracował z Brytyjczykami, m.in. w sprawie rozpracowywania niemieckich jeńców wojennych.
W latach 70. miał miejsce wzrost aktywności Federalnego Urzędu Ochrony Konstytucji. Było to spowodowane po pierwsze, wzrostem w RFN liczby dyplomatów krajów Układu Warszawskiego, co zwiększało niebezpieczeństwo płynące od wywiadów krajów socjalistycznych i równocześnie wymagało aktywizacji zachodnioniemieckich służb kontrwywiadowczych; po drugie w owym okresie uświadamiano sobie ryzyko dla bezpieczeństwa i stabilności państwa, które stanowiły coraz bardziej zyskujące na znaczeniu grupy terrorystyczne i anarchistyczne.
Zjednoczeniu Niemiec, które nastąpiło w październiku 1990 r. (a właściwie wchłonięciu Niemieckiej Republiki Demokratycznej przez Republikę Federalną Niemiec), towarzyszyła likwidacja aparatu bezpieczeństwa NRD. Ten proces położył kres wieloletniej rywalizacji Federalnego Urzędu Ochrony Konstytucji z jego wschodnioniemieckim odpowiednikiem, a mianowicie Ministerstwem Bezpieczeństwa Państwowego NRD, powszechnie znanym jako Stasi, które w porównaniu do BfV posiadało znacznie szerszy zakres kompetencji, mając więcej cech wspólnych z radzieckim KGB czy służbami specjalnymi z okresu nazistowskiego.

## Struktura
Siedziba Federalnego Urzędu Ochrony Konstytucji znajduje się w Kolonii, a w stolicy państwa – Berlinie – mieści się oddział BfV. Na czele służby stoi prezydent (od 2018 r. Thomas Haldenwang) oraz dwóch wiceprezydentów (od 2019 r. Michael Niemeier i Sinan Selen). BfV składa się z departamentów wyspecjalizowanych, jednostek wsparcia operacyjnego i jednostek usługowych (czerwiec 2020):
- Departament Z – Służby centralne
- Departament TA – Analiza techniczna (wsparcie)
- Departament TX – Infrastruktura techniczna
- Departament S – Bezpieczeństwo wewnętrzne, Ochronne środki bezpieczeństwa i przeciwdziałanie sabotażowi, Nadzór i Doradztwo zarządzania jakością, Audyt wewnętrzny
- Departament O – Inwigilacja
- Departament C – Obrona cyberprzestrzeni
- Departament 1 – Wsparcie specjalistyczne
- Departament 2 – Prawicowy ekstremizm / terroryzm
- Departament 3 – Gromadzenie informacji technicznych
- Departament 4 – Kontrwywiad, Bezpieczeństwo gospodarcze
- Departament 5 – Ekstremizm cudzoziemców i lewicowy ekstremizm / terroryzm
- Departament 6 – Ekstremizm islamistyczny i terroryzm
- AfV – Akademia Niemieckich Służb Wywiadu Krajowego
- ZNAF – Edukacja i szkolenie[7]

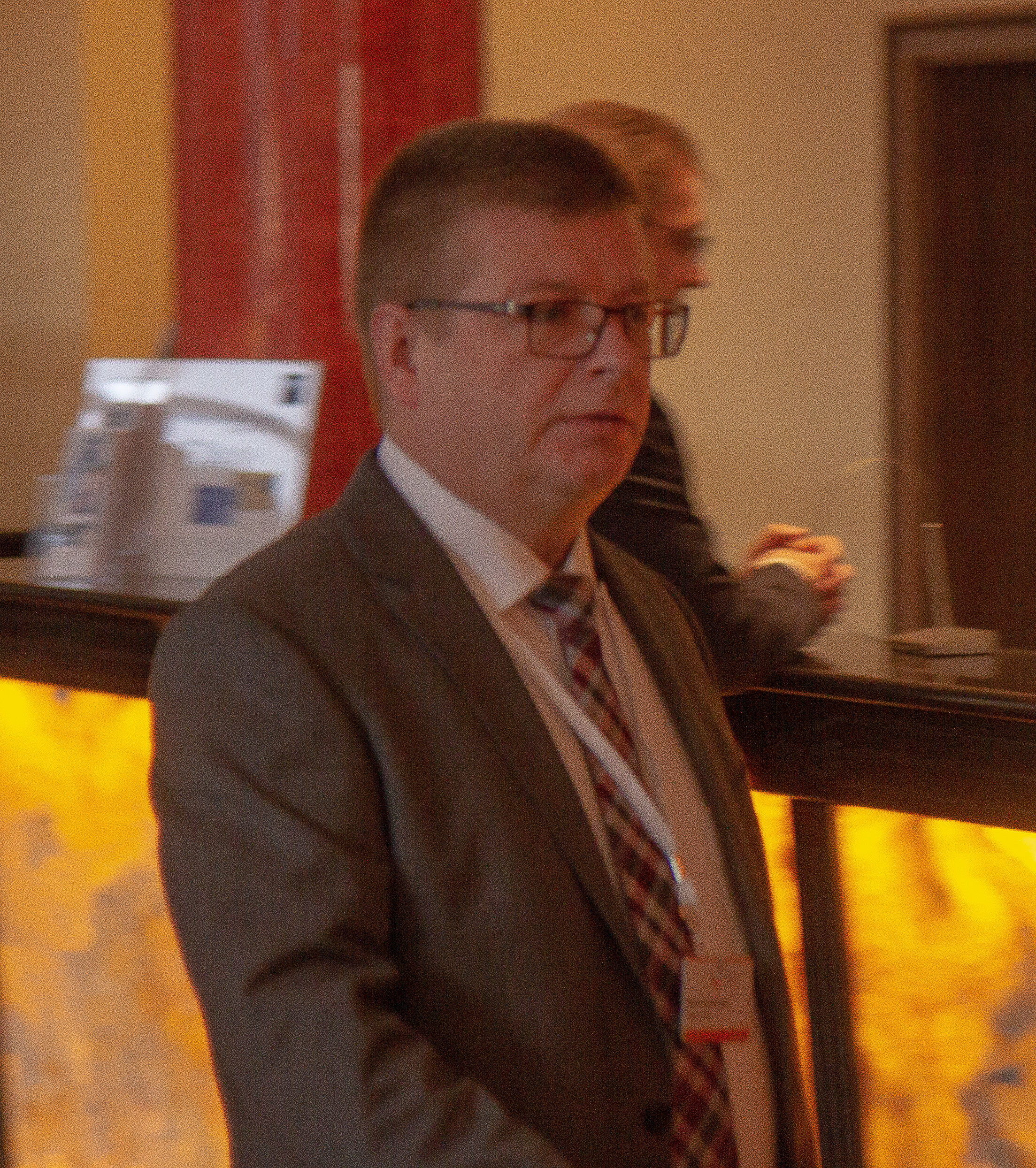
Thomas Haldenwang, obecny Prezydent BfV

W 2019 r. w strukturach BfV zatrudnione były 3864 osoby, a budżet wynosił około 467 milionów euro, przy czym służba finansowana jest z budżetu federalnego.
| Otto John             | 1950–1954 |
| Hubert Schrübbers     | 1955–1972 |
| Günther Nollau        | 1972–1975 |
| Richard Meier         | 1975–1982 |
| Heribert Hellenbroich | 1983–1985 |
| Ludwig-Holger Pfahls  | 1985–1987 |
| Gerhard Boeden        | 1987–1991 |
| Eckart Werthebach     | 1991–1995 |
| Hansjörg Geiger       | 1995–1997 |
| Peter Frisch          | 1997–2000 |
| Heinz Fromm           | 2000–2012 |
| Hans-Georg Maaßen     | 2012–2018 |
| Thomas Haldenwang     | od 2018   |

## Zadania i uprawnienia
Najważniejszym dokumentem, który ustanawia zadania oraz uprawnienia, a także reguluje status prawny Federalnego Urzędu Konstytucji, jest Ustawa o współpracy Federacji i krajów związkowych w sprawach ochrony konstytucji oraz o Federalnym Urzędzie Ochrony Konstytucji (Bundesverfassungsschutzgesetz – BVerfSchG). Zadania BfV określa § 3 ustawy, gdzie wymieniono:
- gromadzenie i ocena informacji o:

1. działaniach, które są skierowane przeciw demokratycznemu porządkowi, istnieniu lub bezpieczeństwu Federacji lub kraju związkowego, bądź zamierzają utrudnić działania organów konstytucyjnych państwa.
2. działalności zagrażającej bezpieczeństwu państwa lub innych działaniach obcych służb specjalnych
3. działaniach zagrażających interesom zagranicznych państwa poprzez użycie siły lub działaniach przygotowawczych w jej kierunku
4. działaniach zagrażających ideom i postanowieniom traktatów międzynarodowych, zwłaszcza przeciw pokojowemu współistnieniu narodów

- kontrola oraz sprawdzanie działalności osób, które

1. mają dostęp do poufnych informacji, które leżą w interesie publicznym
2. osób zatrudnionych na stanowiskach ważnych dla bezpieczeństwa państwa
3. inne przypadki określone prawem Wyżej wymienione przypadki uregulowane są w Ustawie o przeglądzie bezpieczeństwa z dnia 20.04.1994 r.

- ochrona bezpieczeństwa przemysłowego, mające charakter przeciwdziałaniu sabotażowi gospodarczemu
- podejmowanie działań mających na celu ograniczenie produkcji broni masowego rażenia

Jedną z najbardziej charakterystycznych cech BfV, zawarta w § 2 ustawy, jest nieprzyznanie uprawnień policyjnych, co oznacza brak uprawnień dochodzeniowo-śledczych/uprawnień procesowych (tzn. brak możliwości przeprowadzania rewizji, dokonania aresztu, funkcjonariusze nie mogą nosić broni itp.). Służba ma charakter czysto informacyjny.
Podstawą do podejmowania przez BfV określonych kroków mogą być tylko faktyczne oraz prawdopodobnie realne działania sprzeczne z porządkiem prawnym. Jest to związane ze słowem Bestrebungen, co ma na celu uniemożliwienie działań służby w sytuacjach, gdy obywatel wyraża własne (nawet niepopularne) poglądy. BfV nie może godzić w wolność słowa i powodować niechęci do wyrażania własnych wartości.
Faktyczne działania służby są także uwarunkowane przez warunki społeczne, gospodarcze oraz historyczne, które powodują, że działania BfV są wymierzone w konkretne zjawiska niebezpieczne dla państwa. Obecnie są to: ekstremizm lewicowy, ekstremizm prawicowy, ruchy narodowowyzwoleńcze skupione wokół cudzoziemców/imigrantów, ruch islamistyczny oraz towarzyszący mu terroryzm, działalność obcych wywiadów, ochrona osobowa/fizyczna i przeciwdziałanie sabotażowi, ochrona ekonomiczna i naukowa, cyberbezpieczeństwo.

### Federalny Urząd Ochrony Konstytucji a Krajowe Urzędy Ochrony Konstytucji
Federalna struktura współczesnych Niemiec ma bezpośrednie znaczenie dla funkcjonowania służb specjalnych tego państwa. Obok Federalnego Urzędu Ochrony Konstytucji (BfV), który posiada kompetencje ogólnokrajowe, istnieją także funkcjonujące na poziomie poszczególnych landów (krajów związkowych) Krajowe Urzędy Ochrony Konstytucji (Landesbehörden für Verfassungsschutz – LfV). Ustawodawstwo niemieckie przewiduje niezależność LfV względem BfV, co jest odzwierciedleniem szerokiej samodzielności landów w sferze bezpieczeństwa wewnętrznego. To znaczy, że Krajowe Urzędy nie są podległe Federalnemu Urzędowi Ochrony Konstytucji ani pod względem organizacyjnym, ani kompetencyjnym, choć na gruncie prawa niemieckiego zobligowane są do współpracy.
Są jednak przewidziane sytuacje, w których niezależność organizacyjna LfV jest ograniczana:
- w przypadkach współpracy międzynarodowej (koordynowanej przez BfV);
- w przypadkach, gdy rozpoznawane przestępstwa mają charakter federalny i są jawne podstawy podejrzewać, że dane przestępstwa stanowią bezpośrednie niebezpieczeństwo dla interesów państwa, wówczas BfV jest uprawniona do prowadzenia działań operacyjnych na obszarze jednego lub kilku krajów związkowych[6].

## Kontrola
Federalny Urząd Ochrony Konstytucji jest nadzorowany przez różne organy na różnych poziomach:
- poziom kontroli administracyjnej: nadzór administracyjny i techniczny sprawuje Federalne Ministerstwo Spraw Wewnętrznych, Budownictwa i Kraju (BMI). Wdrażanie przepisów dotyczących ochrony danych i przestrzeganie odpowiednich przepisów dotyczących usług zapewnia Federalny komisarz ds. Ochrony danych i wolności informacji (BfDI). Kontrolę finansową nad BfV (oraz innymi niemieckimi służbami specjalnymi) sprawuje Federalny Trybunał Obrachunkowy (BRH). BRH informuje także o wynikach Komisję Poufną (Vertrauensgremium), Parlamentarny Panel Kontrolny (PKGr) oraz BMI.

- poziom kontroli parlamentarnej: ogólna nadzór odbywa się za pomocą debat oraz interpelacji w Bundestagu, a także za pomocą składania sprawozdań Komisji Spraw Wewnętrznej, Komisji Budżetowej oraz (w razie potrzeby) także komisji śledczej. Specjalne kontrole parlamentarne są przeprowadzane przez Parlamentarny Panel Kontrolny (PKGr), Poufną Komisję Komisji Budżetowej oraz przez Komisję G10:

1. PKGr, który posiada szerokie kompetencje w tym: prawo wglądu do akt, prawo wstępu do wszystkich pomieszczeń BfV oraz prawo do przesłuchiwania pracowników. PKGr w połowie i na koniec kadencji parlamentarnej składa sprawozdania ze swoich działań.
2. Bundestag wybiera członków do Komisji Poufnej, której głównym zadaniem jest decydowanie o budżecie operacyjnym BfV oraz sprawdzanie jego wykonania. Komisja poufna w połowie i na koniec kadencji parlamentarnej składa sprawozdania ze swoich działań nadzorczych. W celu uniknięcia nachodzenia na siebie działań PKGr oraz Komisji Poufnej mogą być dokonane specjalne konsultacje i porady.
3. Komisja G10 wybierana jest przez PKGr na okres jednej kadencji Bundestagu, składa się z przewodniczącego, który musi posiadać kwalifikacje do sprawowania urzędu sędziego oraz 7 innych członków. Jest niezależna w swoich działaniach, komisja spotyka się co najmniej raz w miesiącu, a rozmowy są tajne. Głównym zadaniem Komisji G10 jest decydowanie o zasadności i konieczności środków ograniczających prywatność korespondencji, poczty i telekomunikacji. Nadzoruje gromadzenie, przetwarzani i wykorzystywanie danych osobowych na podstawie środków ograniczających, w tym decyzję o powiadomieniu zainteresowaniu osób. Ma prawo do żądania informacji, prawo wglądu do akt, prawo wstępu do budynków BfV.

- poziom kontroli sądowej: wszelkie działania podjęte przez BfV mogą podlegać kontroli niezależnych sądów

- poziom kontroli publicznej: z formalnego punktu widzenia obywatele sprawują kontrolę za pomocą bezpośrednich oraz pośrednich petycji i zapytań do BfV. Z nieformalnego punktu widzenia nadzór pełni tzw. czwarta władza, która za pomocą publicznych relacji oraz opinii wywiera efekt nadzorczy[10].

## Wybrana działalność
Federalny Urząd Ochrony Konstytucji na przestrzeni lat odnosiło sukcesy oraz porażki w zakresie swojej działalności. Poniżej znajduje się lista spraw, w które BfV było pośrednio lub bezpośrednio zaangażowany:

### Przypadek Ottona Johna
Otto John był niemieckim doktorem prawa, który został pierwszym prezydentem Federalnego Urzędu Ochrony Konstytucji. W 1954 r. pozostawił dużą rysę na reputacji służby, kiedy w 1954 r. wyjechał do Berlina Wschodniego i zniknął. Pojawił się ponownie w 1955 r., ze stwierdzeniem, że został porwany. W rzeczywistości został zwerbowany przez Stasi. Szybko został aresztowany i skazany w 1956 r. przez Trybunał Federalny na karę 4 lat ciężkich robót. W 1958 r. zwolniony, po czym wyjechał z kraju do Austrii.

### Afera pocztowa
W 1963 roku Werner Pätsch, który pracował jako urzędnik kontrwywiadu, był obserwatorem współpracy BfV z brytyjskimi i amerykańskimi służbami specjalnymi w celu szpiegowania obywateli niemieckich i cudzoziemców – z naruszeniem tajemnicy korespondencji i telekomunikacji (art. 10 ust. 1 Ustawy Zasadniczej). Pätsch po uprzednim zgłoszeniu zastrzeżeń swoim przełożonym, którzy nakazali mu milczenie, zasięgnął porady prawnej u swojego prawnika. Wyciek afery do przestrzeni publicznej doprowadził do wzmocnienia ochrony danych osobowych, w celu zapobiegania dalszych nielegalnych praktyk służb specjalnych.

### Sprawa Petera Urbacha
Peter Urbach w latach 1968–1971 był tajnym informatorem BfV, który przyczynił się do aresztowań członków Frakcji Czerwonej Armii (RAF). Z zawodu był monterem rurociągów, który po swojej ucieczce z NRD, jako proletariusz przeniknął do lewicowej organizacji RAF. Znany jest z przypadku dostarczenia broni, w tym tzw. koktajli Mołotowa, które zostały użyte podczas protestów studenckich w latach 1967–1968 pod agencją prasową Axel Springer. Przy krótkiej wizycie prezydenta USA Richarda Nixona 27 lutego 1969 r. w Berlinie, dostarczył RAF również dwanaście ładunków wybuchowych z zapalnikami czasowymi, które nie wybuchły. Urbach dostarczył również bombę do próby zamachu na ośrodek społeczności żydowskiej w Berlinie przez Tupamaros West Berlin 9 listopada 1969 roku. W 1970 r. przyczynił się do aresztowania jednego z twórców RAF-u, Andreasa Baadera. W 1971 r.  jako świadek brał udział w procesie karnym w sprawie przeciwko Irene Goergens oraz Mahlerowi i Ingrid Schubert, birącym udział w uwolnieniu Baadera 14 maja 1970 r. z aresztu (wydarzenie to uznaje się za powstanie RAF-u). Po procesie zniknął. Za sprawą BfV zmienił tożsamość i wyjechał z kraju. Dopiero w 2012 r. niemiecki „Der Spiegel” podał informację o jego śmierci w 2011 r. w Kalifornii.

### Proces Schmückera
Proces Schmückera składał się w sumie z czterech postępowań karnych, w ramach których powinno zostać zbadane zabójstwo Ulricha Schmückera, terrorysty i tajnego agenta BfV. Był to najdłuższy proces karny w historii Niemiec który, rozpoczął się w 1976 r. i zakończył po 591 dniach oraz kolejnych trzech procesach w 1991 r. Proces ten uważany jest za skandal sądowy, gdyż – jak oficjalnie ustalono – był na wiele sposobów manipulowany i utrudniany przez Urząd Ochrony Konstytucji. Między innymi narzędzie zbrodni, pistolet Lugera, trafiło w ręce Urzędu Ochrony Konstytucji dzień po zabójstwie, gdzie było następnie przez 15 lat ukryte w sejfie i celowo ukrywane przed organami ścigania. W pierwszych procesach kilka niewinnych osób zostało skazanych na dożywocie, przede wszystkim na podstawie fałszywych zeznań samego podejrzanego. W toku postępowania jego wiarygodność została poważnie nadszarpnięta, a obrońcy podnieśli uzasadnione podejrzenie, że świadek może sam działać na rzecz BfV. Ponadto okazało się, że Urząd Ochrony Konstytucji przez lata nielegalnie szpiegował jednego z zaangażowanych obrońców. Morderstwa Schmückera nie udało się ostatecznie rozstrzygnąć prawnie. Uważa się, że ochrona ta trwa do chwili obecnej, aby zapobiec wyjaśnieniu sprawy. W ocenie sądu w czwartej i ostatniej rozprawie z 1991 r. Urząd Ochrony Konstytucji był w znacznym stopniu współwinny śmierci Ulricha Schmückera, ale po wszystkich udokumentowanych manipulacjach wyjaśnienie sprawy nie jest już możliwe.

### Sprawa Hansjoachima Tiedgego
Hansjoachim Tiedge był oficerem wywiadu Federalnego Urzędu Ochrony Konstytucji (BfV) w Kolonii, który zajmował jedno z czołowych stanowisk. Kierowany poważnymi problemami psychologicznymi spowodowanymi nadużywaniem alkoholu, wysokimi długami i śmiercią żony, 19 sierpnia 1985 r. uciekł pociągiem międzystrefowym do NRD. W trakcie przesłuchań Tiedgego w NRD, ujawnił całą swoją wiedzę na temat swojego byłego pracodawcy. Były szef Tiedgego, Heribert Hellenbroich, właśnie mianowany prezesem BND, złożył rezygnację i przeszedł na wcześniejszą emeryturę. Hellenbroich zdawał sobie sprawę z problemów alkoholowych i długów Tiedgego, pomimo to pozostawił go na stanowisku. W związku z ucieczką Tiedgego w tym samym miesiącu ujawniono kilka innych spraw szpiegowskich („sprawa sekretarska”) i aresztowano niektórych agentów BfV na terenie NRD.
Tiedge spędził pierwsze dwa i pół roku w NRD w Prenden. W 1988 Tiedge, który używał wówczas nazwiska Helmut Fischer, mieszkał w luksusowym domu w Karolinenhof (Berlin Wschodni), uzyskał doktorat na Uniwersytet Humboldtów. Po upadku muru i pokojowej rewolucji w NRD w 1989 r., początkowo mieszkał spokojnie w Karolinenhof, gdzie wytropił go dziennikarz ARD Werner Sonne. Ostatecznie 23 sierpnia 1990 r. Tiedge został przez KGB przewieziony do Związku Radzieckiego i zmarł w Moskwie w 2011 r.

### Sprawa Klausa Kurona
Klaus Kuron był urzędnikiem Federalnego Urzędu Ochrony Konstytucji (BfV), pracę w BfV rozpoczął w 1962. Odpowiadał za obserwację działań Stasi wobec partii politycznych, najwyższych władz federalnych i związków zawodowych. Był również odpowiedzialny za zarządzanie podwójnymi agentami, którzy za wiedzą BfV kontynuowali pracę w NRD. W 1981 roku próbował nawiązać kontakt ze Stasi, co udało mu się w 1982 r. Współpracę podjął z pobudek czysto finansowych, na przełomie 1981–1990 zarobił 700 tys. DM. Dzięki jego informacjom Stasi pochwyciło wielu podwójnych agentów działających na terenie NRD. Po latach, prokurator oskarżający Klausa Kurona, oceniając szkody przez niego wyrządzone powiedział, że „Kuron sparaliżował znaczną część BfV przez okres ośmiu lat”. W 1990 roku obawiając się aresztowania, nawiązał kontakt z KGB w celu transportu do ZSRR. W ostatniej chwili się rozmyślił i dobrowolnie ujawnił się organom kontrwywiadu RFN. Zdesperowany zaoferował BfV swoją osobę w roli podwójnego agenta. Oferty jednak nie przyjęto, został aresztowany. W 1992 roku Wyższy Sąd Okręgowy w Düsseldorfie skazał go na dwanaście lat więzienia za poważną zdradę oraz karę finansową w wysokości 690 tys. DM. Był to najwyżej zasądzony wyrok, jaki kiedykolwiek w RFN wydano w niemiecko-niemieckim procesie o szpiegostwo. W 1998 r. wyszedł warunkowo na wolność.

### Nationalsozialistischer Untergrund
W latach 1998–2011 w Niemczech działała skrajnie prawicowa organizacja Nationalsozialistischer Untergrund (z niem. Narodowosocjalistyczne Podziemie). Członkowie tej organizacji w ciągu kilku lat popełnili szereg przestępstw, morderstw oraz innych aktów terroru i przemocy. Działania Podziemia były wymierzone przede wszystkim w imigrantów z Turcji. Z kolei w 2007 członkowie tej organizacji zastrzelili niemiecką policjantkę. Jak się później okazało, informatorzy BfV przez lata działali w szeregach Podziemia, a mimo to niemiecki kontrwywiad nie potrafił zneutralizować tej organizacji. Doprowadziło to w 2012 r. do dymisji ówczesnego prezydenta BfV Heinza Fromma.

### Sprawa Rolfa Gössnera
Rolf Gössner, niemiecki prawnik, został oskarżony o kontakty z lewicowymi organizacjami ekstremistycznymi i przez 38 lat był stale monitorowany przez Federalny Urząd Ochrony Konstytucji. W 2006 r. w pozwie przeciwko BfV zażądał ustalenia bezprawności stałego nadzoru nad jego osobą. Pozew miał na celu zobowiązanie krajowych służb specjalnych do zablokowania wszystkich zebranych na jego temat danych i usunięcia ich po przejrzeniu. Krótko przed pierwszą rozprawą w sprawie o stwierdzenie niezgodności z prawem przed Sądem Administracyjnym w Kolonii, Federalny Urząd Ochrony Konstytucji ogłosił w listopadzie 2008 r., że obserwacja została wstrzymana. W dniu 3 lutego 2011 r. Sąd Administracyjny w Kolonii orzekł, że trwające obserwacje były przez cały czas niezgodne z prawem. Wyrok ten został potwierdzony w marcu 2018 roku przez Wyższy Sąd Administracyjny Nadrenii Północnej-Westfalii w Münster, zgodnie z którym ten wieloletni monitoring był niezgodny z prawem. Ze względu na fundamentalne znaczenie tego orzeczenia, sąd uwzględnił odwołanie do Federalnego Sądu Administracyjnego, które zostało wniesione przez Rząd federalny Niemiec i Federalny Urząd Ochrony Konstytucji. Finalnie odwołanie zostało odrzucone.